# ASG-Bildungsforum

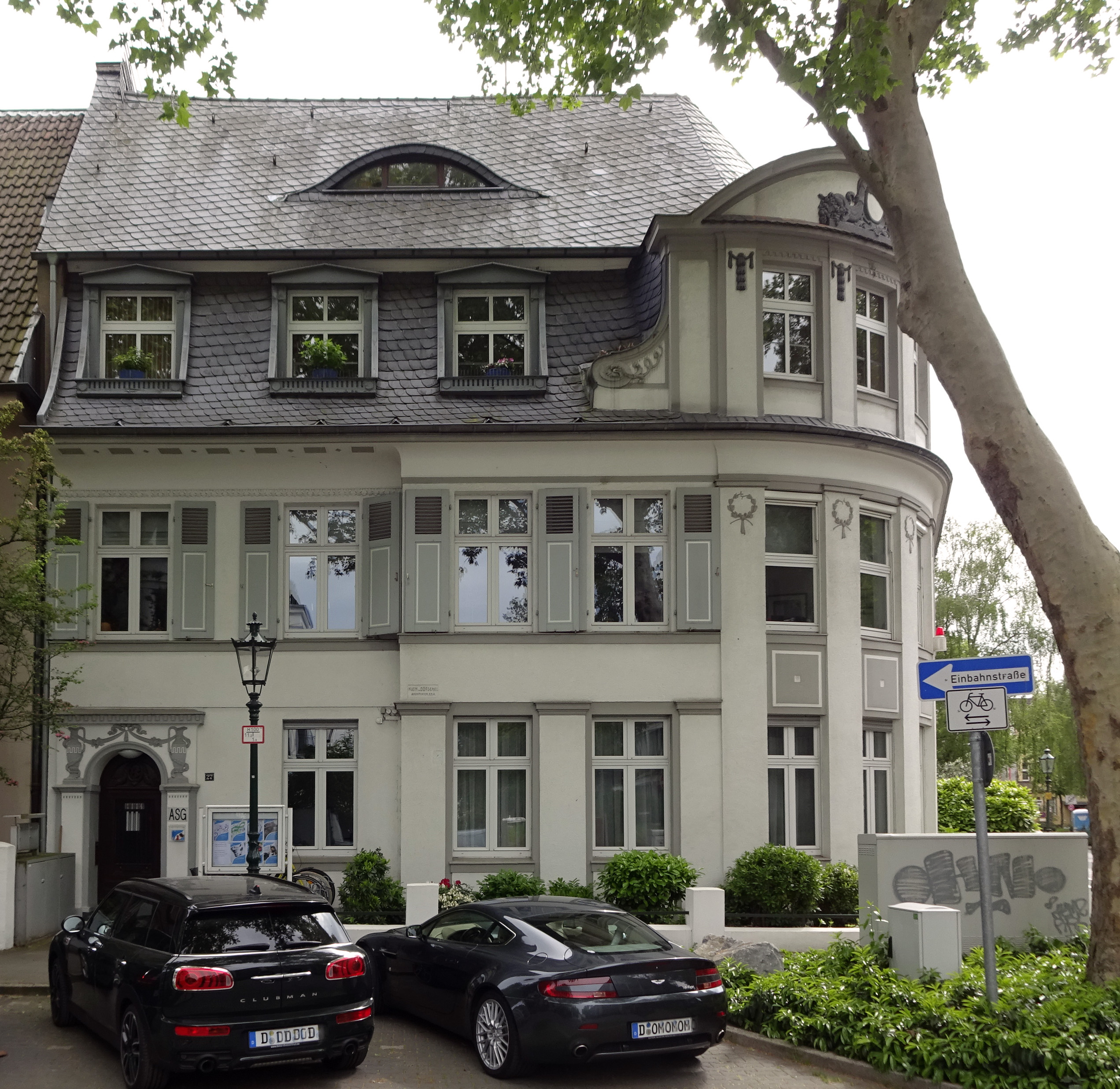
„ASG-Familientreff Oberkassel“, Wildenbruchstraße 27

Das ASG-Bildungsforum ist ein staatlich anerkanntes und gemeinnütziges Institut der Weiterbildung mit Sitz in Düsseldorf. Träger ist die Arbeitsgemeinschaft Sozialpädagogik und Gesellschaftsbildung e. V. (ASG). Die ASG ist den christlichen Werten verpflichtet und mit rund 70.000 Unterrichtsstunden pro Jahr eines der größten Weiterbildungsinstitute in Nordrhein-Westfalen und das größte katholische Institut in Deutschland. Sie vereint drei Einrichtungen unter einem Dach:
- Das „Bildungswerk“ mit den Schwerpunkten der allgemeinen, beruflichen und freizeitorientierten Weiterbildung (Anerkennung als Weiterbildungseinrichtung nach dem Weiterbildungsgesetz des Landes NRW beim Ministerium für Wirtschaft und Arbeit). Zu den Kernbereichen der kulturellen Bildung zählen unter anderem die Angebote in den Bereichen Theologie, Philosophie, Literatur, Kunst und Musik. Vor allem Teilnehmer mit beruflichen Ambitionen belegen Kurse und Seminare in den Bereichen Fremdsprachen, EDV, Kommunikation/Rhetorik und Wirtschaft.
- Die „Familienbildungsstätte“ mit den Schwerpunkten Erziehung und Familie (Anerkennung nach dem Weiterbildungsgesetz und dem KJHG beim Ministerium für Gesundheit, Soziales, Frauen und Familie). Neben den Kursen, die sich mit Fragen zu Haushalt und Erziehung auseinandersetzen, gibt es auch ein umfassendes Angebot zur Förderung kognitiver und kreativer Fähigkeiten für Kinder im Vor- und Grundschulalter. Der Gesundheitsvorsorge für Erwachsene und Kinder dient ein umfangreiches Sportangebot.
- Die ASG nimmt darüber hinaus die Aufgaben eines regionalen katholischen Bildungswerks und der katholischen Familienbildung für das Stadtdekanat Düsseldorf wahr.

Das ASG-Bildungsforum wird jährlich von über 47.000 Teilnehmern frequentiert. Mehr als 50 Festangestellte sind für die Organisation und Abwicklung der Schulungen verantwortlich. Zudem werden knapp 1.000 Honorarkräfte mit der Durchführung der mehr als 3.500 Veranstaltungen betraut. Das Spektrum reicht von der Säuglingspflege bis hin zu Philosophie-Vorträgen. Die ASG verfügt über fünf eigene Gebäude mit insgesamt 42 Unterrichtsräumen. An mehr als 120 weiteren Unterrichtsorten finden Veranstaltungen in angemieteten Räumen statt.

## Leitung
Maria Hölters gründete 1954 die Katholische Arbeitsgemeinschaft Mütterbildung. 1964 entstand daraus das ASG-Bildungsforum. Die Leitung übernahm 1975 ihr Sohn Hans-Friedrich Hölters.
Im April 2004 hat Markus Kiefer die Leitung und Geschäftsführung des ASG-Bildungsforums übernommen. Kiefer war zuvor in verschiedenen Funktionen in der Erwachsenenbildung aktiv und hatte in den vergangenen zehn Jahren in Essen als Geschäftsführer des Politischen Forum Ruhr gewirkt. Am 1. Juni 2009 wurde bekannt, dass die ASG sich von Kiefer wegen Meinungsverschiedenheiten über die künftige Struktur getrennt hat. Seitdem führte der Theologe und Pädagoge Antonius Kerkhoff als Vorstandsvorsitzender das ASG-Bildungsforum. Nach dem Wechsel Kerkhoffs nach Münster, wo er Direktor des Franz-Hitze-Hauses wurde, wurde der promovierte Theologe Tim Lindfeld ab 1. November 2016 zum Vorstand und Leiter der ASG bestimmt. Ab Oktober 2019 führte Ludger Greulich zusammen mit Petra Budde das ASG-Bildungsforum. Samuel Olbermann löste Ludger Greulich im Juni 2022 als Vorstandsvorsitzenden ab. Olbermann arbeitete zuvor als Verwaltungsleiter beim MiQua. LVR-Jüdisches Museum im Archäologischen Quartier Köln und ist Lehrbeauftragter an der Fliedner Fachhochschule Düsseldorf sowie an der Hochschule für Musik Franz Liszt Weimar.